# Synthos
Synthos SA – polskie przedsiębiorstwo branży chemicznej z siedzibą w Oświęcimiu. Synthos SA jest jednym z największych producentów surowców chemicznych w Polsce. Spółka jest pierwszym w Europie producentem kauczuków syntetycznych oraz największym europejskim producentem polistyrenu do spieniania. Zajmuje również pierwsze miejsce wśród producentów i sprzedawców płyt XPS w Europie Centralnej.

## Historia

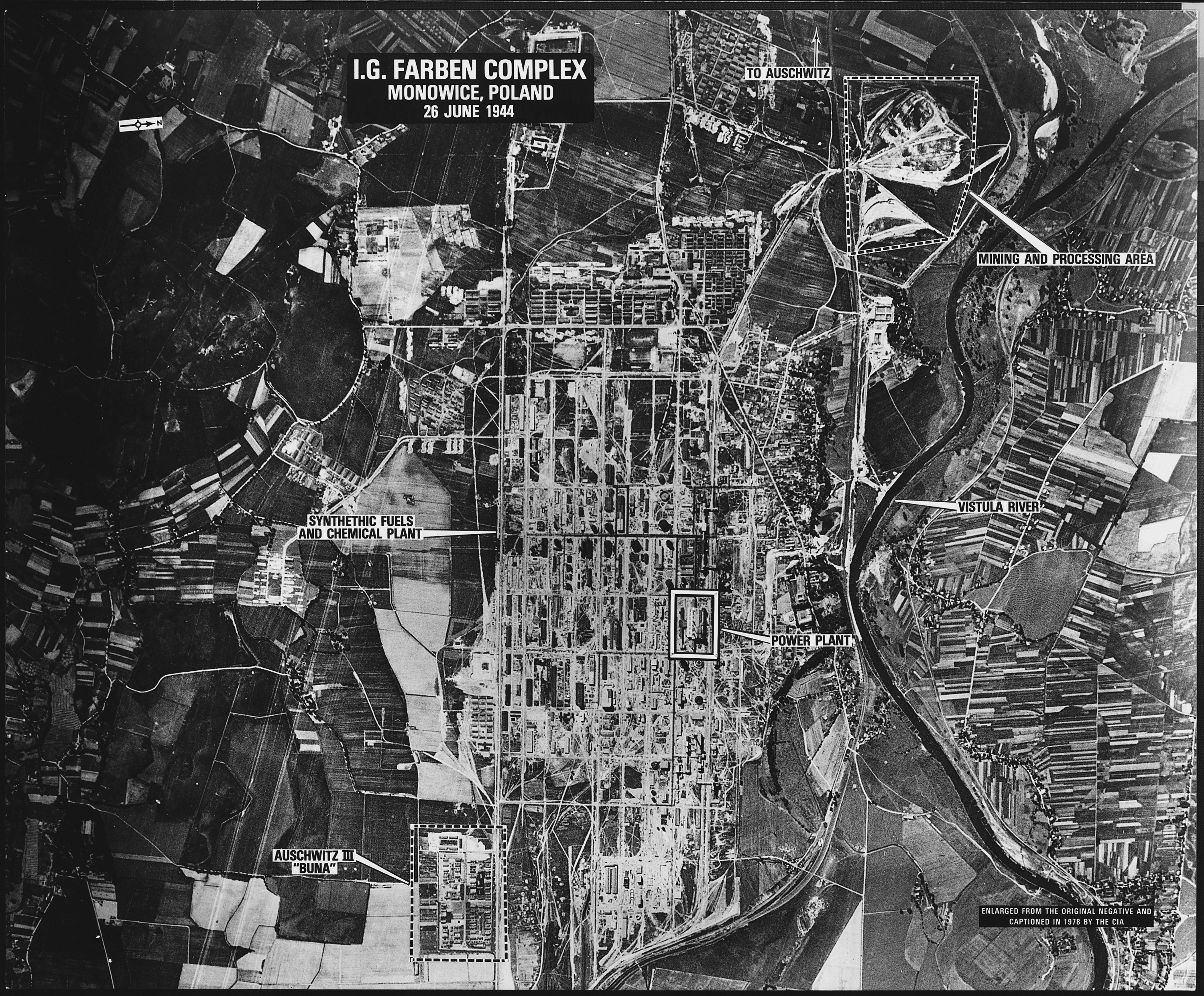
Zakłady Buna-Werke w Monowicach, widok z lotu ptaka (1944)

Firma Synthos SA powstała 1 września 1945 roku pod nazwą Fabryka Paliw Syntetycznych w Dworach (obecnie część Oświęcimia) na miejscu powstałych w 1941 r. zakładów Buna-Werke.
Na przestrzeni lat przedsiębiorstwo funkcjonowało jako: Państwowe Zakłady Syntezy Chemicznej w Dworach (1946–1948), Zakłady Syntezy Chemicznej w Dworach (1948–1949), Zakłady Chemiczne – Przedsiębiorstwo Państwowe Wyodrębnione w Oświęcimiu (1949–1951) oraz Zakłady Chemiczne „Oświęcim” w Oświęcimiu.
Pierwszymi produktami, których wytwarzanie rozpoczęto w 1948 roku były trichloroeten i chlorobenzen. Rozpoczęcie produkcji poprzedziło uruchomienie kotła parowego i turbozespołu w Siłowni. W latach 50. rozpoczęto produkcję benzyny syntetycznej, karbidu, acetylenu, chloru, chlorku winylu, PCW, metanolu, styrenu oraz polistyrenu. W tych latach powstawała także infrastruktura techniczna i socjalna. Prowadzone byty prace naukowo-badawcze z zakresu chemii organicznej -początkowo w zakładowym laboratorium, potem we własnym Zakładzie Naukowo-Badawczym. Pracowało także Biuro Projektowo-Konstrukcyjne.
W 1959 roku rozpoczęto wytwarzanie kauczuku, ta działalność później stała się głównym obszarem produkcyjnym przedsiębiorstwa. W 1967 nawiązano współpracę z destylarnią żywicy w Kłobucku w zakresie dostaw używanego do produkcji kauczuku roztworu kalafoniowego.
W 1964 roku wstrzymana została produkcja butadienu z alkoholu etylowego, a w 1968 roku etylenu z acetylenu. Decyzje te podyktowane były względami ekonomicznymi oraz procesem doskonalenia technologii wytwarzania kauczuków syntetycznych i lateksów. Coraz większego znaczenia w produkcji nabierały surowce petrochemiczne, kupowane od dostawców, tańsze od stosowanych dotychczas, powstających w trakcie chemicznego przetwarzania węgla.
Początek lat 90. przyniósł zakończenie głównych inwestycji proekologicznych. W gospodarce kraju rozpoczął się proces przemian ustrojowych. Rachunek ekonomiczny, zasady gospodarki rynkowej, konkurencja pomiędzy firmami krajowymi i zagranicznymi wymusiła zmiany w sposobie zarządzania firmą. Z przyczyn ekonomicznych oraz ze względów proekologicznych trwale wyłączonych z eksploatacji zostało kilka wytwórni m.in. półkoksu, metanolu i butanolu.
W 1992 roku zostało wybudowane i oddane do eksploatacji nowoczesne, ekologicznie bezpieczne składowisko odpadów. Specjalna geomembrana posiadająca certyfikat szczelności uniemożliwia przedostawanie się substancji szkodliwych do gleby.
W 1994 roku oddana do użytku została Miejsko-Przemysłowa Oczyszczalnia Ścieków, dzięki której bez szkody dla środowiska firma może odprowadzać oczyszczone ścieki z procesów technologicznych i komunalnych z miasta Oświęcimia i sąsiednich gmin.
1 grudnia 1994 roku jako przedsiębiorstwo państwowe na mocy ustawy z dnia 3 kwietnia 1993 r. o Narodowych Funduszach Inwestycyjnych i ich prywatyzacji zostało przekształcone w jednoosobową spółkę skarbu państwa. W dniu 12 września 1995 r. 60% akcji Spółki wniesiono do Narodowych Funduszy Inwestycyjnych.
Decyzją Walnego Zgromadzenia Akcjonariuszy z dnia 28 kwietnia 1997 r. przyjęta została firma: Firma Chemiczna Dwory Spółka Akcyjna.
20 grudnia 2004 Firma Chemiczna DWORY SA z pełnym powodzeniem zadebiutowała na Warszawskiej Giełdzie Papierów Wartościowych. Kontrolę nad spółką objął następnie inwestor giełdowy Michał Sołowow, który zainteresował się branżą chemiczną i podjął działania w celu utworzenia na bazie Dworów małego koncernu chemicznego.
W 2007 roku Firma Chemiczna Dwory SA przejęła czeską spółkę Kaučuk a.s. zajmującą się produkcją kauczuku w Kralupach. Po akwizycji powstała grupa kapitałowa, której główna spółka w 2007 roku zaczęła działać pod nazwą Synthos S.A.
W 2008 r. miało miejsce uruchomienie instalacji i rozpoczęcie produkcji płyt XPS – nowego produktu w portfolio Grupy Synthos, stosowanego do izolacji w branży budowlanej. W tym samym roku powstał również Pion Badań i Rozwoju, którego celem jest opracowywanie technologii nowych produktów oraz rozwój istniejących
16 marca 2012 roku Synthos SA wszedł w skład dwudziestu największych spółek giełdowych.

## Synthos współcześnie
W 2016 r. Synthos SA sfinalizował transakcję zakupu jednostki biznesowej Ineos Styrenics, przejmując tym samym trzy zakłady produkujące polistyren do spieniania (we Francji i Holandii). Dzięki temu Synthos SA stał się największym producentem EPS w Europie. W 2016 otrzymał też Odznakę Honorową za Zasługi dla Rozwoju Gospodarki Rzeczypospolitej Polskiej. 
W 2017 r. miały miejsce znaczące procesy służące zmianie struktury własnościowej Synthos SA Pod koniec października 2017 r. kontrolowana przez Michała Sołowowa spółka FTF Galleon SA wezwała pozostałych akcjonariuszy do sprzedaży wszystkich akcji Synthos SA W dniu 19 stycznia 2018 r., w związku z przeprowadzeniem przymusowego wykupu akcji Spółki, Michał Sołowow nabył pośrednio, poprzez podmioty zależne, tj. FTF Galleon SA oraz FTF Columbus SA łącznie 1.323.250.000 akcji Spółki, stanowiących 100% ogólnej liczby akcji, co pozwoliło na zniesienie dematerializacji akcji, a następnie wycofanie spółki z obrotu giełdowego z dniem 3 kwietnia 2018 r.  Obecnie, Michał Sołowow jest jedynym akcjonariuszem, poprzez swój podmiot MS Galleon.
W 2019 roku firma wprowadziła na rynek nowy produkt InVento Optima na bazie innowacyjnego dodatku atermicznego. W październiku 2019 r. Synthos SA ogłosił zamiar zbudowania pierwszej w Polsce elektrowni atomowej we współpracy z GE Hitachi Nuclear Energy.
W sierpniu 2020 roku firma uruchomiła pierwszą farmę fotowoltaiczną w zakładzie Synthos Dwory. Instalacja o mocy 1 MWp powstała na terenie zakładu produkcyjnego w Oświęcimiu i została włączona w układ energetyczny Synthos.

## Struktura firmy

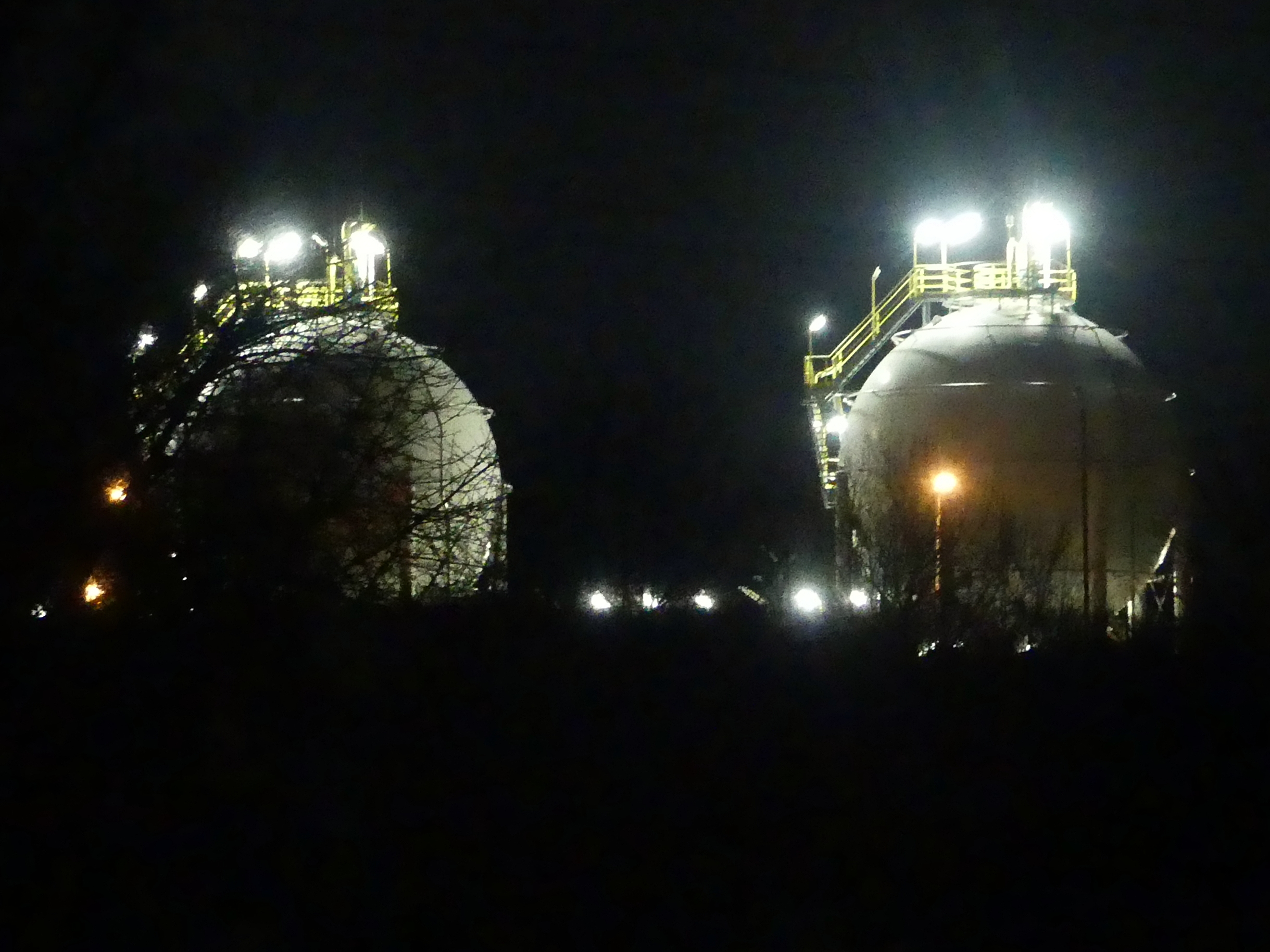
Zbiorniki butadienu w Oświęcimiu

Synthos jest globalną firmą współpracującą z odbiorcami na całym świecie. Działalność firmy jest skoncentrowana na głównych segmentach: kauczuki syntetyczne, tworzywa styrenowe, środki ochrony roślin oraz dyspersje i lateksy. Instalacje produkcyjne Grupy Kapitałowej Synthos S.A. ulokowane są w Centralnej (Polska, Czechy) oraz Zachodniej Europie (Holandia, Francja, Niemcy).
Na czele grupy kapitałowej stoi Synthos S.A. W strukturze grupy wyróżnić można główne spółki produkcyjne: Synthos Dwory 7 spółka z ograniczoną odpowiedzialnością spółka jawna, Synthos Kralupy a.s., Synthos PBR s.r.o., Synthos Breda B.V., Synthos Wingles SAS, których działalność polega na produkcji przede wszystkim kauczuków oraz tworzyw styrenowych.

## Produkty

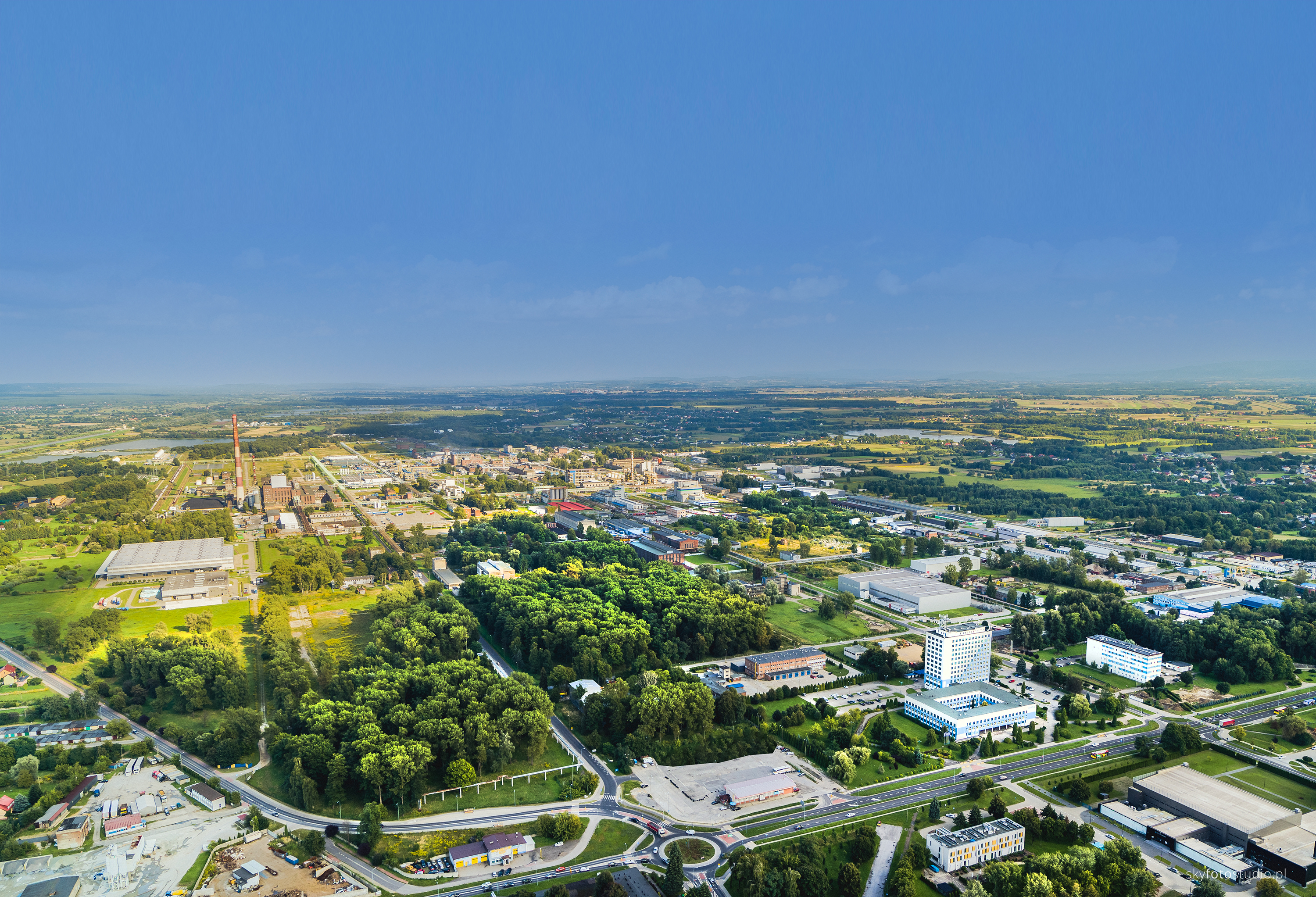
Zakład produkcyjny w Oświęcimiu

Działalność Grupy Kapitałowej Synthos SA opiera się na produkcji i sprzedaży wyrobów chemicznych wykorzystanych jako surowce i produkty pośrednie w szerokiej gamie gałęzi przemysłu, w szczególności w przemyśle samochodowym, w branży opakowań i w branży budowlanej.
W ramach działalności Grupy Kapitałowej Synthos SA wydziela się pięć głównych segmentów:
– butadien i kauczuk („Segment Kauczuków Syntetycznych”),
– styren i pochodne styrenu („Segment Tworzyw Styrenowych”),
– dyspersje, kleje i lateks („Segment Dyspersji, Klejów i Lateksów”),
– środki ochrony roślin („Agro”),
Segment Kauczuków Syntetycznych jest podstawowym segmentem działalności Grupy Kapitałowej Synthos. Odbiorcami ok. 80% wolumenu sprzedaży produktów tego segmentu Grupy są główni uczestnicy rynku oponiarskiego. Za dalsze 20% wolumenu sprzedaży w tym segmencie odpowiadają pozostałe rynki, w tym producenci technicznych wyrobów kauczukowych, spodów do obuwia, przewodów elastycznych i pasów transmisyjnych.
Segment Tworzyw Styrenowych wytwarza trzy podstawowe rodzaje produktów różniących się przeznaczeniem. Pierwszy z nich to polistyren do spieniania („EPS”), stosowany przede wszystkim do produkcji płyt do izolacji termicznej, stanowiących najważniejszy materiał izolacji termicznej w Europie Środkowej. Drugi typ stanowią polistyreny przeznaczenia ogólnego („GPPS”) oraz polistyreny wysokoudarowe („HIPS”), stosowane głównie w przemyśle opakowań artykułów spożywczych. Z polistyrenu wytwarzane są naczynia jednorazowe, kubki, opakowania na wyroby mleczarskie, tacki i sztućce. Trzecia grupa obejmuje płyty z polistyrenu ekstrudowanego („XPS”). Ma on zastosowanie głównie w przemyśle budowlanym, jako materiał do izolacji termicznej budynków, dachów o odwróconym układzie warstw, posadzek, a także do izolacji mostków cieplnych oraz murów szczelinowych.
Segment Dyspersji, Klejów i Lateksów wytwarza trzy grupy produktów. Pierwsza to dyspersje akrylowe, styrenowo-akrylowe oraz winylowe. Ich głównym zastosowaniem jest produkcja farb, tynków akrylowych, preparatów gruntujących, uszczelniaczy oraz wielu innych wyrobów chemii budowlanej, a także klejów do drewna i dla przemysłu papierniczego. Drugą grupę stanowią kleje, które znajdują zastosowanie głównie w przemyśle drzewnym, meblowym oraz papierniczym. Trzecia grupa to lateksy butadienowo-styrenowe, stosowane głównie do produkcji wyrobów piankowych oraz dywanów.
Segment Agro produkuje i sprzedaje środki ochrony roślin, zaprawy nasienne, biocydy oraz nawozy dolistne. Produkty reprezentujące poszczególne powyższe kategorie zapewniają ochronę upraw od siewu do zbiorów, zabezpieczając rośliny przed niszczącym działaniem grzybów chorobotwórczych, szkodników i chwastów oraz dostarczają im niezbędne mikro- i makroelementy w postaci specjalistycznych nawozów. Obok produkcji pestycydów, segment AGRO oferuje również usługi dla klientów krajowych i zagranicznych w zakresie formulacji oraz konfekcji płynnych i zawiesinowych środków ochrony roślin.